# USA DSB
USA DSB — второй полноформатный студийный альбом датской рок-группы Nephew, выпущен 30 июня 2004 года в Дании и был встречен положительно как критиками, так и обществом; менее чем через месяц 24 июля, продажи USA DSB превысили 40 000 копий, а альбом стал платиновым в Дании. Название альбома сочетает в себе USA (Соединённые Штаты Америки) и DSB (Danske Statsbaner — Датская государственная железная дорога), отражая сочетание английского и датского языка в альбоме.

## Список композиций
1. «Movie Klip» — 5:03
2. «Superliga» — 3:42
3. «Blå & Black» — 3:29
4. «Milk & Wine» — 4:17
5. «Dårlig Træning» — 5:19
6. «En Wannabe Darth Vader» — 4:20
7. «Worst/Best Case Scenario» — 4:26
8. «Ordenspoliti» — 4:47
9. «USA DSB» — 3:50
10. «Bazooka» — 5:59
11. «A Wannabe Darth Vader» (Бонус — английская версия «En Wannabe Darth Vader») — 3:49